# Distretto di Phu Kamyao
Il distretto di Phu Kamyao (in thailandese: ภูกามยาว) è un distretto (amphoe) della Thailandia, situato nella provincia di Phayao.